# Saint-Erblon (Ille-et-Vilaine)
Saint-Erblon (bretonisch: Sant-Ervlon-an-Dezerzh) ist eine französische Gemeinde mit 3.615 Einwohnern (Stand: 1. Januar 2022) im Département Ille-et-Vilaine in der Region Bretagne. Sie gehört zum Arrondissement Rennes und zum Kanton Janzé. Die Einwohner werden Saint-Erblonnais genannt.

## Geografie
Die Gemeinde liegt etwa zwölf Kilometer südlich des Stadtzentrums von Rennes am Fluss Ise. Umgeben wird Saint-Erblon von den Nachbargemeinden Noyal-Châtillon-sur-Seiche im Norden, Vern-sur-Seiche im Nordosten, Saint-Armel im Osten, Bourgbarré im Süden und Südwesten, Orgères im Süden und Südwesten sowie Pont-Péan im Westen.

## Bevölkerungsentwicklung
| 1962                       | 1968 | 1975 | 1982 | 1990 | 1999 | 2006 | 2012 |
| -------------------------- | ---- | ---- | ---- | ---- | ---- | ---- | ---- |
| 1847                       | 681  | 1108 | 1238 | 1708 | 2230 | 2475 | 2553 |
| Quellen: Cassini und INSEE |      |      |      |      |      |      |      |

## Sehenswürdigkeiten
Siehe auch: Liste der Monuments historiques in Saint-Erblon (Ille-et-Vilaine)
- Granitkreuz aus dem 16. Jahrhundert, Monument historique seit 1946
- Kirche Saint-Hermeland, im 19. Jahrhundert an der Stelle der früheren Kirche im gotischen Stil erbaut
- Herrenhaus La Salle aus dem 16./17. Jahrhundert
- Schloss Letard, Neubau um 1870, das alte Herrenhaus Château-Letard war der Geburtsort von Noël du Fail

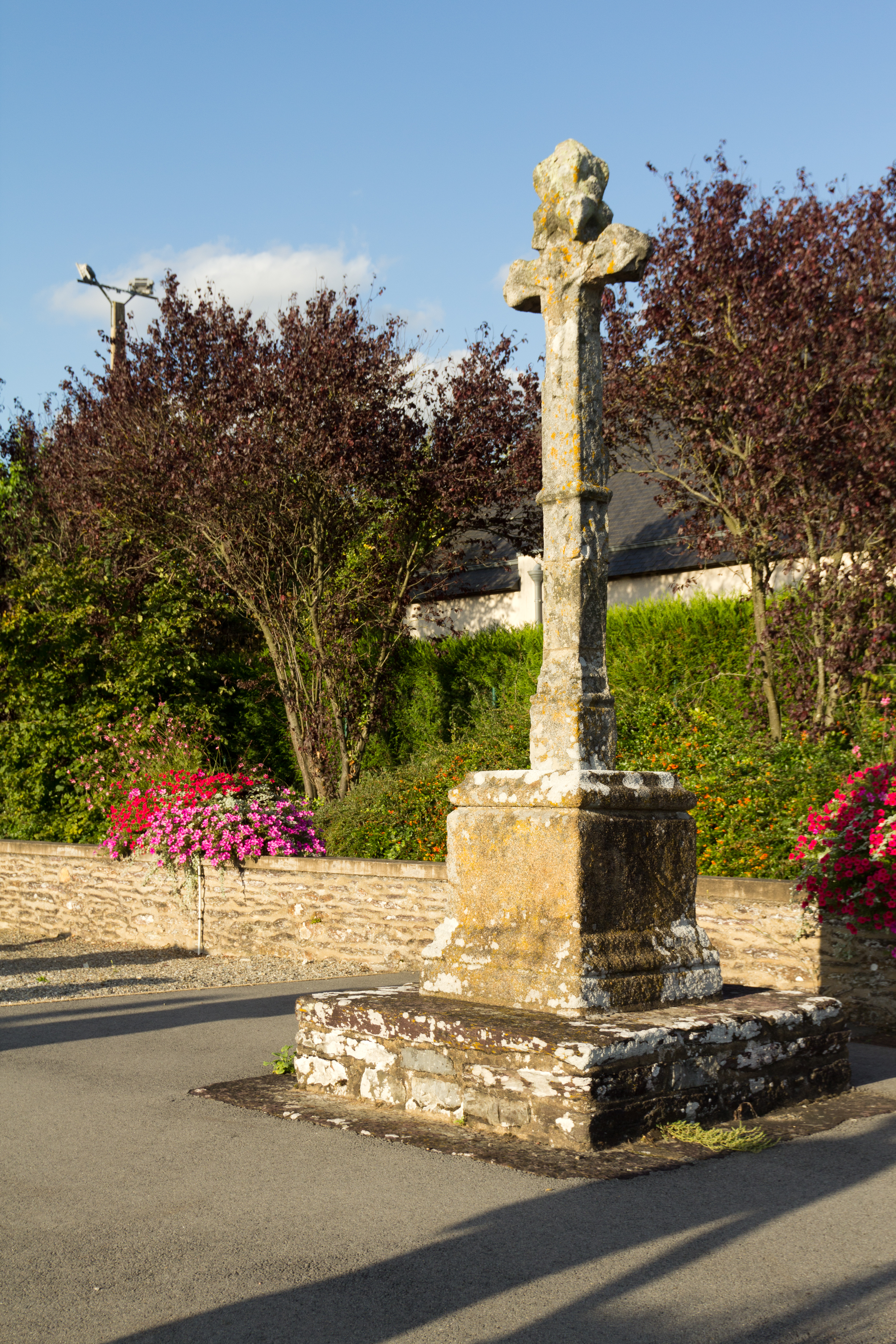
Granitkreuz
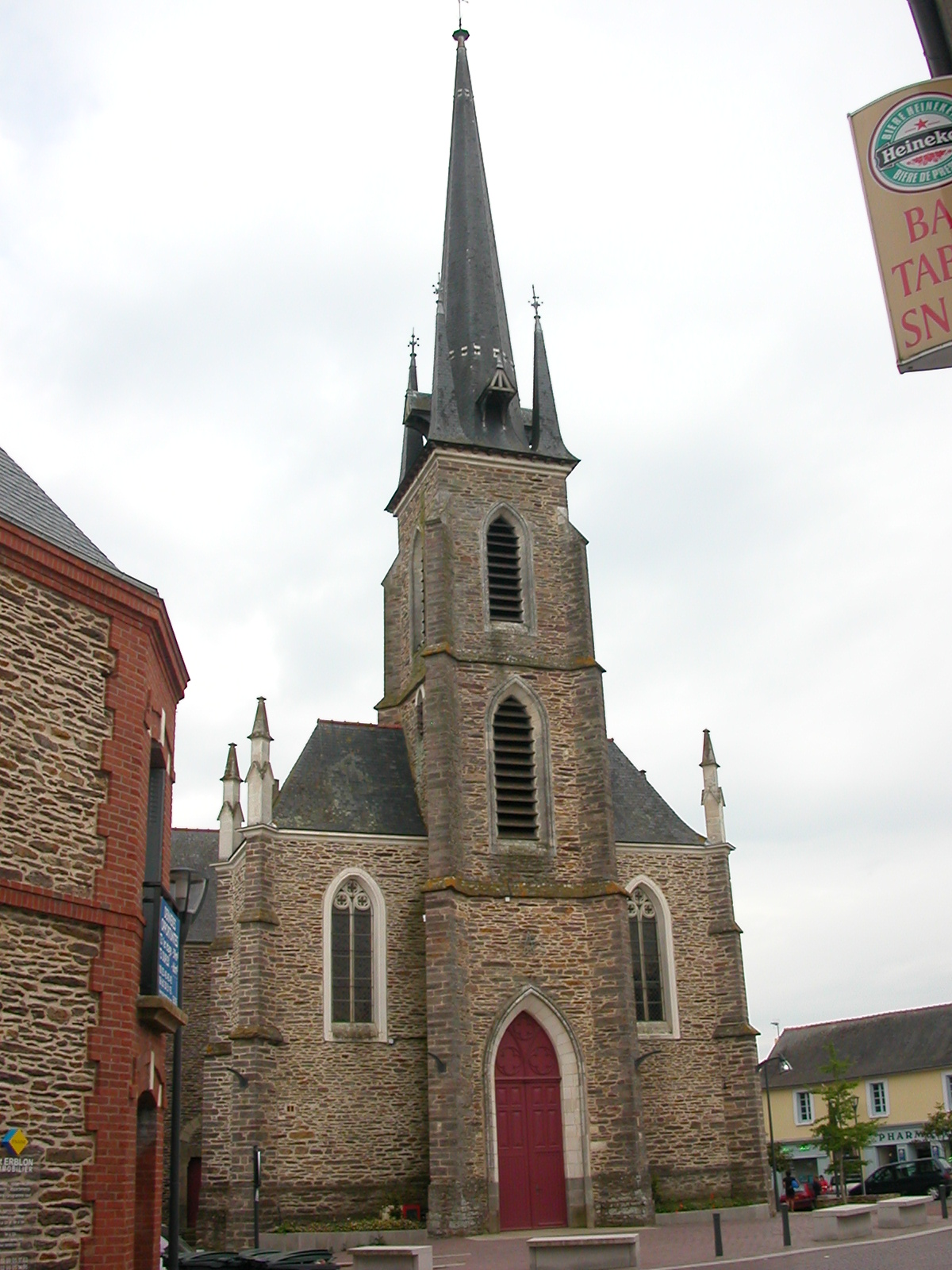
Kirche Saint-Hermeland

## Persönlichkeiten
- Noël du Fail (um 1520–1591), Jurist und Schriftsteller